# Самниум
Самниум (на латински: Samnium; на оскийски: Safinim) e местност в южните Апенини. Това е родината на самнитите, група от племена на сабелите, които контролират територията между 600 и 290 пр.н.е.
Самниум е заобиколен на север от Лацио, Лукания на юг, Кампания на запад и Пуглия (Апулия) на изток. Столицата на Самниум е Малуентум, днешен Беневенто. Тази местност лежи днес отчасти в регион Молизе, се казва на италиански Са̀нио (Sánnio).